# Словения на Играх доброй воли
Словения принимала участие в летних Играх доброй воли, начиная с Игр 1994 года.
До 1994 года спортсмены Словении принимали участие в Играх в составе команды Югославии.
На всех Играх спортивные делегации Словении завоевали всего 1 медаль, золотую.

## Медальный зачёт

### Медали на летних Играх
| Игры                 | Золото                                  | Серебро                                 | Бронза                                  | Всего                                   | Место                                   |
| 1986, 1990           | участвовали в составе команды Югославии | участвовали в составе команды Югославии | участвовали в составе команды Югославии | участвовали в составе команды Югославии | участвовали в составе команды Югославии |
| Санкт-Петербург 1994 | 1                                       | 0                                       | 0                                       | 1                                       | 26                                      |
| Нью-Йорк 1998        | 0                                       | 0                                       | 0                                       | 0                                       | —                                       |
| Брисбен 2001         | 0                                       | 0                                       | 0                                       | 0                                       | —                                       |
| Всего                | 1                                       | 0                                       | 0                                       | 1                                       |                                         |